# Radzice Duże
Radzice Duże – wieś w Polsce, położona w województwie łódzkim, w powiecie opoczyńskim, w gminie Drzewica.
| SIMC    | Nazwa           | Rodzaj    |
| ------- | --------------- | --------- |
| 0618266 | Przydziałki     | część wsi |
| 0618272 | Radzice-Kolonia | część wsi |

W latach 1975–1998 miejscowość administracyjnie należała do województwa radomskiego.
Do 1 stycznia 1870 roku istniała gmina Radzice, później gmina Drzewica. 
Funkcjonuje tutaj też szkoła podstawowa im. Mikołaja Kopernika w Radzicach oraz klub sportowy grający w A-klasie LKS Radzice, z własnym stadionem kameralnym na ok. 400 miejsc siedzących.
Wieś jest siedzibą rzymskokatolickiej parafii św. Jadwigi Królowej w Radzicach.